# Roque Monllor Boronat
Roque Monllor Boronat (Alcoy, Alicante 1910 – 1994) fue un arquitecto valenciano.

## Biografía
Fue arquitecto municipal de Alcoy desde el año 1941 hasta el año 1973 y asesor artístico de la Asociación de San Jorge de Alcoy. Fue consejero de la Caja de Ahorros de Alcoy. Era un gran defensor de la cultura y la lengua valenciana.

## Obras
- Iglesia arciprestal de Santa María. Proyecto y dirección de la reconstrucción después de la guerra civil, (1942). Así mismo sugiere que sea Ramón Castañer Segura quien pinte los murales de la nueva iglesia.[1]
- Iglesia de San Jorge. Parte de la decoración actual de la iglesia.
- Preventorio. Construcción.
- Casal de San Jorge. Reforma del edificio histórico.[2]
- Cine Goya, en Alcoy (1949).
- Reconstrucción del Salón Rotonda del Círculo Industrial de Alcoy junto con Joaquín Aracil Aznar y José Cortes Miralles, (1953).
- Residencia Pintor Sala.
- Mercado de San Roque[3]
- Polígono industrial "Cotes Baixes".